# Újvárfalva
Újvárfalva es un pueblo ubicado en el distrito de Kaposvár, en el condado de Somogy, Hungría.

## Superficie
Posee una superficie de 12,22 kilómetros cuadrados.

## Demografía
Hasta 2019 la población era de 259 habitantes, con una densidad de población de 21,19 habitantes por kilómetro cuadrado.